# کت کریک (مونتانا)
کت کریک (به انگلیسی: Cat Creek) یک منطقهٔ مسکونی در ایالات متحده آمریکا است که در شهرستان پترولیوم، مونتانا واقع شده‌است. کت کریک ۸۸۶٫۰۶ متر بالاتر از سطح دریا واقع شده‌است.